# سرخس انگوری
سرخس انگوری (نام علمی: Botrychium) نام یک سرده سرخس از تیره مارزبانیان است با برگ‌های شانه‌ای و سرشاخه‌های منشعب که هاگدان‌ها را حمل می‌کنند.